# Le Bungalow de l'oncle Tom
Pour plus de détails, voir Fiche technique et Distribution.
Le Bungalow de l'oncle Tom (Uncle Tom's Bungalow) est un cartoon Merrie Melodies réalisé par Tex Avery en 1937.